# Anua umbrilinea
Anua umbrilinea là một loài bướm đêm trong họ Erebidae.